# Rosie MacLennan
Rosannagh "Rosie" MacLennan (King, 28 de agosto de 1988) é uma ginasta canadense que compete em provas de trampolim, bicampeã olímpica em 2012 e 2016, e pan-americana em 2011 e 2015.

## Carreira

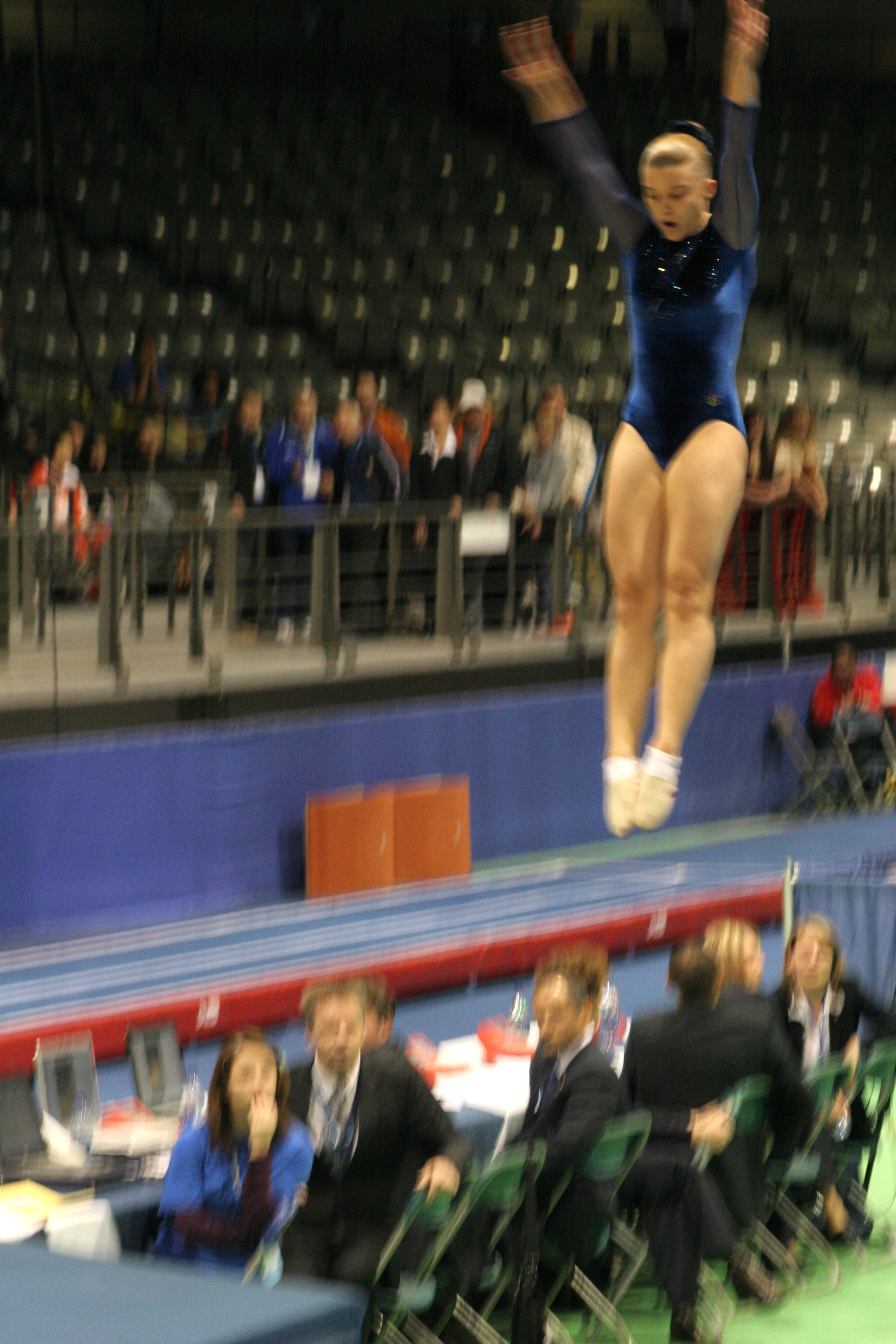
MacLennan durante uma apresentação no mundial de 2007.

MacLennan compete internacionalmente desde 1999 em níveis juvenis da ginástica de trampolim. A partir de 2006 começou a competir com sua parceira de treinamento, Karen Cockburn, no trampolim sincronizado onde dominaram esse evento a nível internacional, vencendo oito etapas consecutivas da Copa do Mundo, incluindo as finais em Birmingham, em 2006. No Campeonato Mundial de 2007 em Quebec, eles ganharam o evento novamente.
Seus resultados no mundial de 2007 a qualificaram para os Jogos Olímpicos de 2008, em Pequim, onde foi selecionada para se juntar a Karen Cockburn e Jason Burnett como um dos três trampolinistas do Canadá. Na competição preliminar ela se classificou em terceiro lugar para as finais, mas acabou terminando em sétimo lugar. No ciclo olímpico seguinte, ela obteve um quarto lugar no trampolim individual no Campeonato Mundial de 2009, em São Petersburgo, e em terceiro lugar nessa mesma prova no Campeonato Mundial de 2010, em Metz. Em 2011 conquistou a medalha de ouro nos Jogos Pan-Americanos de Guadalajara, no México, e a de prata no mundial de 2011, em Birmingham, obtendo mais uma vez a vaga para uma edição em Jogos Olímpicos, em Londres 2012.
Em maio de 2012 ela sofreu uma concussão e teve que diminuir sua carga de treinamentos, o que a fez perder as disputas do campeonato nacional canadense daquele ano. No entanto, nos Jogos Olímpicos de 2012, ela já estava recuperada e teve seu melhor desempenho com uma rotina nas finais de 57,305 pontos, conquistando a única medalha de ouro para o Canadá naqueles Jogos e o primeiro ouro para o seu país na ginástica de trampolim. Manteve o nível no ano seguinte e em novembro de 2013 conquistou seu primeiro ouro individual em mundiais, no campeonato realizado em Sófia, Bulgária.
Durante os treinamentos para a disputa dos Jogos Pan-Americanos de 2015, MacLennan sofreu uma leve concussão ao cair na lateral de um trampolim. Duas semanas depois ela conquistou o bicampeonato pan-americano no trampolim individual em Toronto, mas logo despois precisou iniciar um repouso físico e cognitivo para se recuperar da concussão. Classificada para disputar sua terceira Olimpíada, ela foi designada pela Comitê Olímpico Canadense como a porta-bandeira do seu país na cerimônia de abertura dos Jogos Olímpicos de 2016. Durante as competições no Rio de Janeiro ela defendeu com sucesso seu título olímpico em 12 de agosto de 2016, tornando-se a primeira atleta canadense a conseguir tal feito em um esporte individual nos Jogos Olímpicos de Verão e o primeiro trampolinista, entre homens e mulheres, a defender com sucesso seu título olímpico.